# Gwiazdy polskiej muzyki lat 80. (album Maanamu)
Gwiazdy polskiej muzyki lat 80. – album kompilacyjny zespołu Maanam wydany w 2007 roku jako dodatek do gazety. Zawiera 14 przebojów grupy z lat 1979–1984. Do albumu jest dołączona 24 stronicowa książeczka zawierająca krótką historię zespołu oraz wywiad z Markiem Jackowskim i kalendarium zespołu. Książeczka opatrzona jest fotografiami zespołu. Płyta pochodzi z kolekcji „Dziennika” i jest trzecią częścią cyklu „Gwiazdy polskiej muzyki lat 80.”.

## Spis utworów
Źródło:.
1. „Boskie Buenos” (muz. Marek Jackowski – sł. Olga Jackowska) – 3:32
2. „Żądza pieniądza” (muz. Marek Jackowski – sł. Olga Jackowska) – 4:44
3. „Szare miraże” (muz. Marek Jackowski – sł. Olga Jackowska) – 3:34
4. „Ta noc do innych jest niepodobna” (muz. Marek Jackowski – sł. Olga Jackowska) – 5:59
5. „O! Nie rób tyle hałasu” (muz. Marek Jackowski – sł. Olga Jackowska) – 3:35
6. „1984” (muz. Marek Jackowski – sł. Olga Jackowska) – 5:38
7. „Oprócz błękitnego nieba” (muz. i sł. Marek Jackowski) – 4:35
8. „Stoję, stoję, czuję się świetnie” (muz. Marek Jackowski – sł. Olga Jackowska) – 3:51
9. „Biegnij razem ze mną” (muz. Marek Jackowski – sł. Olga Jackowska) – 4:55
10. „Pałac na piasku” (muz. i sł. Marek Jackowski) – 4:57
11. „Szał niebieskich ciał” (muz. Marek Jackowski – sł. Olga Jackowska) – 7:47
12. „Paranoja jest goła” (muz. Marek Jackowski – sł. Olga Jackowska) – 5:21
13. „Raz dwa, raz dwa” (muz. Marek Jackowski – sł. Olga Jackowska) – 1:59
14. „Jestem kobietą” (muz. Marek Jackowski – sł. Olga Jackowska) – 3:51